# Libív
Libív je malá vesnice, část obce Dříteň v okrese České Budějovice. Nachází se asi 1,5 kilometru jihovýchodně od Dřítně. Je zde evidováno 11 adres. V roce 2011 zde trvale žilo osmnáct obyvatel.
Libív leží v katastrálním území Dříteň o výměře 13,01 km².

## Historie
První písemná zmínka o vesnici pochází z roku 1484.

## Obyvatelstvo
| Rok            | 1869 | 1880 | 1890 | 1900 | 1910 | 1921 | 1930 | 1950 | 1961 | 1970 | 1980 | 1991 | 2001 | 2011 | 2021 |
| -------------- | ---- | ---- | ---- | ---- | ---- | ---- | ---- | ---- | ---- | ---- | ---- | ---- | ---- | ---- | ---- |
| Počet obyvatel | 43   | 40   | 48   | 47   | 50   | 60   | 52   | 17   | 13   | 7    | 8    | 5    | 8    | 18   | 18   |
| Počet domů     | 7    | 7    | 7    | 6    | 7    | 7    | 7    | 7    | 7    | 4    | 3    | 2    | 7    | 8    | 9    |

## Obecní správa
Při sčítání lidu v letech 1850–1960 Libív byl osadou obce Velice, se kterým patřil nejprve do okresu České Budějovice (v letech 1850–1910 Budějovice), ale v roce 1950 v okrese Týn nad Vltavou a od roku 1960 opět v okrese České Budějovice. Od 12. června 1960 je částí obce Dříteň v okrese České Budějovice.

## Pamětihodnosti
- Boží muka